# Mary Chesnut
Mary Boykin Chesnut, född 31 mars 1823, död 22 november 1886 i Camden, South Carolina, var en amerikansk författare. Hon är känd för sin dagbok, som utgavs 1905 och skildrade Sydstaternas slavägande plantageöverklass under det amerikanska inbördeskriget. 

## Biografi
Chesnut föddes som Mary Boykin Miller i Stateburg, South Carolina. 1840, vid 17 års ålder gifte hon sig med James Chesnut. 
Chesnut började skriva sin dagbok och skildra vad hon sett i amerikanska inbördeskriget den 15 februari 1861, och hon skrev fram till den 2 augusti 1865. Efter inbördeskriget omarbetade Chesnut sin dagbok flera gånger. Den publicerades dock inte förrän 1905, flera år efter Chesnuts död.
En kommenterad utgåva av dagboken som gavs ut 1981 vann Pulitzerpriset året efter.